# Koronal
Als Koronal (von lateinisch corona ‚Krone‘) wird in der Phonetik ein Sprachlaut bezeichnet, bei dem die Korona (Zungensaum, Zungenkranz) – die biegsame Front der Zunge – als Artikulationsorgan dient.
Alle deutschen Alveolarlaute werden koronal gebildet:
Koronal-dentalalveolar sind die folgenden Laute:
- [⁠n⁠] wie in Nase
- [⁠l⁠] wie in Lampe
- [⁠s⁠] wie in reißen
- [⁠z⁠] wie in Suppe
- [⁠t⁠] wie in Tag
- [⁠d⁠] wie in Dach
- [⁠ts⁠] wie in Katze

Koronal-alveolar sind:
- [⁠ʃ⁠] wie in Schule
- [⁠tʃ⁠] wie in Tschechien
- [⁠ʒ⁠] wie in Garage
- [⁠dʒ⁠] wie in Dschungel

Die Koronale im Chinesischen sind die Anlaute j, q und x. Beim Aussprechen von j und q berührt die Oberfläche der Zunge den harten Gaumen, wobei bei q im Gegensatz zu j ein starker Luftstrom erzeugt wird. Bei x nähert sich die Oberfläche der Zunge dem harten Gaumen an, ohne ihn zu berühren und erzeugt damit eine Engstelle im Mundraum.